# Urchin
Urchin – brytyjski zespół heavymetalowy założony w 1972 roku przez późniejszego gitarzystę Iron Maiden, Adriana Smitha. Przez pierwsze dwa lata nosił nazwę „Evil Ways”. W 1977 roku grał w nim również gitarzysta Dave Murray, przyjaciel Adriana, który został na krótko wyrzucony z Maiden. 
Zespół nagrał 2 single – Black Leather Fantasy i She's a Roller. W 2004 wydany został album kompilacyjny Urchin, zbierający wszystkie utwory z singli, jak i nieopublikowane wcześniej piosenki.

## Skład
- Adrian Smith – gitara, śpiew (1974 - 1980)
- Andy Barnett – gitara (1977 - 1980)
- Dave Murray – gitara (1977 - 1980)
- Alan Levitt – gitara basowa (1974 - 1980)
- Barry Tyler – perkusja (1974 - 1980)
- David Hall – śpiew (1974-1977)
- Maurice Coyne – gitara (1974-1977)

## Dyskografia

### Albumy
- Urchin (2004)

### Single
- „Black Leather Fantasy” (1977)
- „She's a Roller” (1978)